# Rapperswil (Svizzera)
Rapperswil (toponimo tedesco) è un comune svizzero di 2 659 abitanti del Canton Berna, nella regione del Seeland (circondario del Seeland).

## Storia
Il primo nome del comune attestato è Raverswiler (1241). Il 1° gennaio 2013 ha inglobato il comune soppresso di Ruppoldsried e il 1° gennaio quello di Bangerten

## Monumenti e luoghi d'interesse

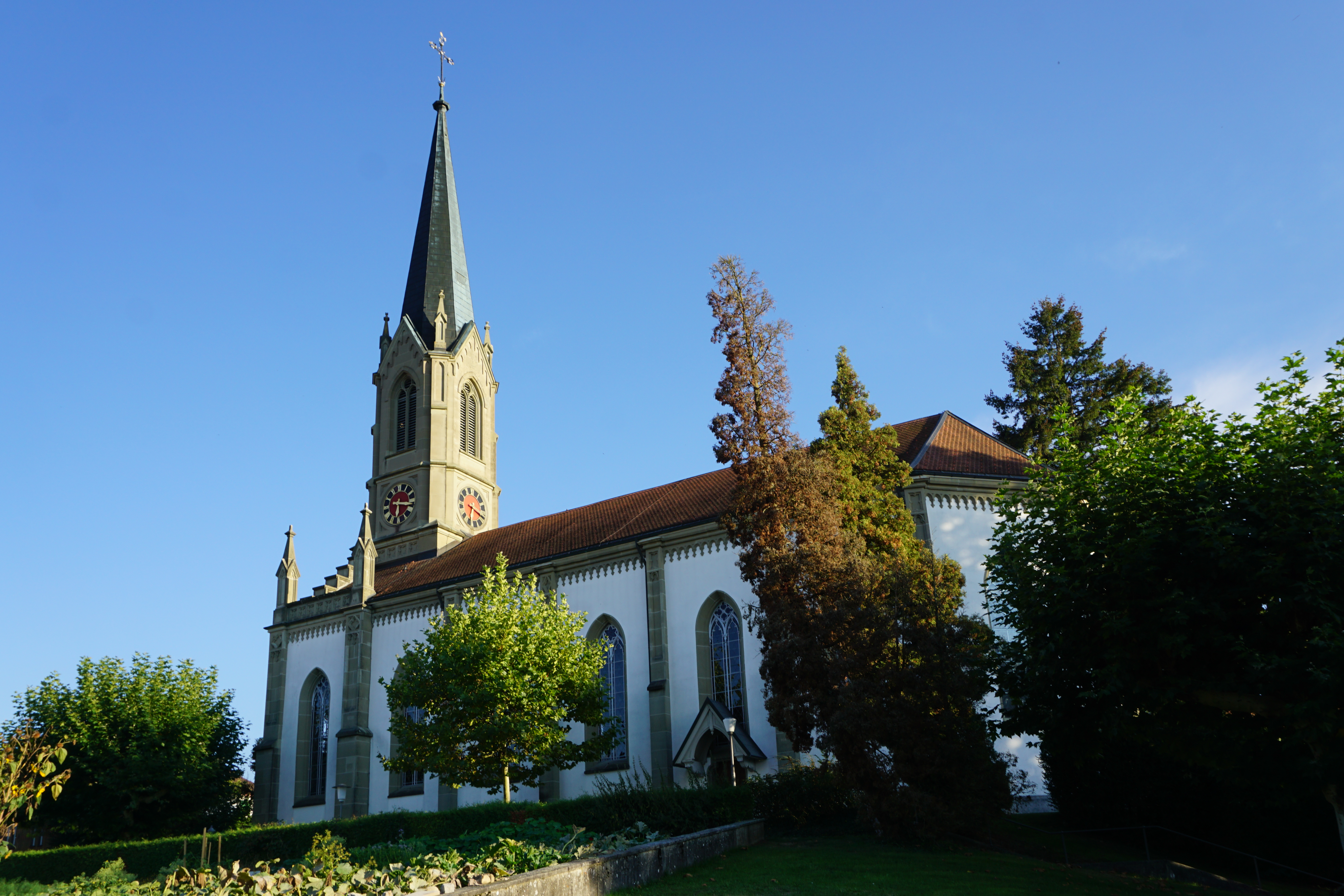
La chiesa riformata

- Chiesa riformata, attestata dal 1263 e ricostruita nel 1860-1862[1].

## Società

### Evoluzione demografica
L'evoluzione demografica è riportata nella seguente tabella:
Abitanti censiti

## Geografia antropica

### Frazioni e quartieri
Le frazioni e i quartieri di Rapperswil sono:
- Bangerten[4]
  - Hohrain
- Bittwil
- Dieterswil
- Frauchwil
- Habanger[senza fonte]
- Lätti
- Moosaffoltern
- Ruppoldsried[5]
  - Eichholz
- Seewil
- Vogelsang
- Wierezwil
- Zimlisberg

## Amministrazione
Ogni famiglia originaria del luogo fa parte del cosiddetto comune patriziale e ha la responsabilità della manutenzione di ogni bene comune.